# Olho Marinho
Olho Marinho es una freguesia portuguesa ubicado en el municipio de Óbidos, posee una superficie de 18,32 km² de área y 1258 habitantes (2001). La densidad de población es de: 68,7 hab/km². Es famosa por servir uno de los mejores platos de la región, la chanfana.